# Vic Sweeney
Vic Sweeney was een Brits drummer en geluidstechnicus.
Sweeney maakte deel uit van de bands rondom Alan Bown (1964-1972), George Bean and The Runners en later Kevin Coyne (1978-1980). In 1977 zat hij achter de knoppen van Ian Durys New boots and panties!! in zijn eigen Alvic Studio (Al is afkomstig van Al James, bassist van Kevin Coyne). Meerdere punkbands namen daar muziek op, bijvoorbeeld The Escalators met Moving staircases. Aldaar is ook Coynes album Pointing the finger (1981) opgenomen, Sweeney was toen al geen drummer meer. In 1982 nam Ben Watt erop, Watt werd later bekend van Everything but the Girl. Ook Nick Cave kwam een keer langs (oktober 1983). CiderBaby nam er op in 1984. Sinds 1985 ontbreekt elk spoor.

## Discografie
- 1966: Alan Bown: The Alan Bown Set
- 1967: Alan Bown: Jeu de massacre
- 1968: Alan Bown: Outward Bown
- 1969: Alan Bown: The Alan Bown!
- 1970: Alan Bown: Listen
- 1971: Alan Bown: Stretching out
- 1978: Kevin Coyne: Dynamite days
- 1979: Kevin Coyne en Dagmar Krause: Babble
- 1979: Kevin Coyne: Millionaires and Teddy bears
- 1980: Kevin Coyne: Bursting bubbles
- 1981: Sigi Maron: 05 for 12